# Robert Schaback
Robert Schaback (* 25. November 1945 in Einbeck)  ist ein deutscher Mathematiker, der sich mit Numerischer Mathematik befasst und Professor emeritus an der Georg-August-Universität Göttingen ist.
Schaback studierte nach dem Abitur am Evangelisch Stiftischen Gymnasium Gütersloh ab 1964 Mathematik an der Universität Münster mit dem Diplom 1968 und der Promotion bei Helmut Werner in Numerischer Mathematik 1969 (Dissertation: Spezielle rationale Spline-Funktionen). Er habilitierte sich 1973 und war von 1976 bis zu seiner Emeritierung 2011 Professor an der Universität Göttingen.
Er befasst sich mit Interpolation und Approximation, unter anderem mit gitterlosen Methoden der Approximation von Funktionen 
(Methode der Radialen Basisfunktionen, RBF). Er schrieb mit Holger Wendland ein verbreitetes Lehrbuch der Numerischen Mathematik.
Schaback ist seit 2001 ordentliches Mitglied der Niedersächsischen Akademie der Wissenschaften zu Göttingen.
Zu seinen Doktoranden gehören Ludwig Cromme (BTU Cottbus), Armin Iske (Univ. Hamburg), Lin-tian Luh (Providence University Taichung, Taiwan), Christian Rieger (Univ. Marburg), Holger Wendland (Univ. Bayreuth) und Zongmin Wu (Fudan-Universität Shanghai).
Er ist seit 1969 mit Dr. Gudrun Schaback-Pollert verheiratet und hat zwei Kinder, Alexander (Joscha) Schaback (* 1975) und Johannes Schaback (* 1982).

## Schriften
- mit Holger Wendland: Numerische Mathematik. Springer, 5. Auflage, 2005.
- mit Holger Wendland: Kernel Techniques: From machine learning to meshless methods. Acta Numerica 2006, S. 1–97.
- Grundlagen der Informatik für das Nebenfachstudium. Vieweg 1986.
- On COVID-19 Modelling. Jahresberichte Dtsch. Math-Ver (2020) 122, S. 167–205.